# Twa
Twa este numele unui trib de pigmei, oameni mici de statură, localizat în zona Africii centrale. Populația Twa este răspândită pe teritoriul a trei țări, în Rwanda, Burundi și Republica Democrată Congo, fiind cei mai vechi locuitori ai acestor zone. 
În timpul migrațiiei populație Bantu, tribul Hutu a cucerit populația Twa și  și-a impus dominația până în jurul secolului al XV-lea, când în zonă a sosit tribul Tutsi de origine Bantu, probabil sosit din Etiopia. Acesta și-a impus dominația asupra celorlalte două triburi până la izbucnirea conflictului rwandez.
Populația Twa vorbește aceeași limbă ca și Hutu și Tutsi. Reprezentând doar un mic procent din populație (1%), tribul Twa a fost exclus de la viața politică a țării.